# Сяглицы (посёлок)
Ся́глицы — посёлок в Большеврудском сельском поселении Волосовского района Ленинградской области.

## История
На карте Санкт-Петербургской губернии Ф. Ф. Шуберта 1834 года к югу и по смежеству с деревней Сяглицы обозначена мыза Помещика Веймара.

СЯГЛИЦЫ — мыза принадлежит наследникам коллежского асессора Веймарна, число жителей по ревизии: 13 м. п., 10 ж. п. (1838 год)

Согласно «Топографической карте частей Санкт-Петербургской и Выборгской губерний» в 1860 году на месте современного посёлка Сяглицы находилась Мыза Помещика Веймара.

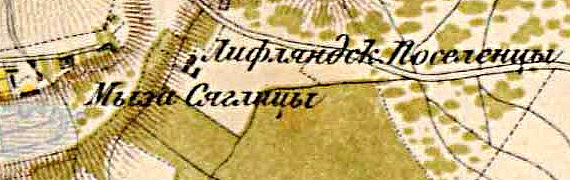
Мыза Сяглицы на карте 1885 года

На карте окрестностей Санкт-Петербурга 1885 года на месте современного посёлка Сяглицы обозначена Мыза Сяглицы.
В 1900 году, согласно «Памятной книжке Санкт-Петербургской губернии», мыза Сяглицы площадью 479 десятин принадлежала купчихе Анне Михайловне Блигкен, кроме того участок мызы площадью 252 десятины принадлежал дворянину Евгению Карлу-Христофору Карловичу Гехелю.
В конце XIX — начале XX века мыза административно относилась ко Врудской волости 1-го стана Ямбургского уезда Санкт-Петербургской губернии.
По данным «Памятной книжки Санкт-Петербургской губернии» за 1905 год мыза Сяглицы площадью 479 десятин принадлежала жене санкт-петербургского купца 2-й гильдии Анне Михайловне Блигнен. Кроме того, участком земли от мызы Сяглицы площадью 219 десятин владел сын доктора философии Евгений-Карл-Христофор Карлович Гехель, вторым участком земли от мызы Сяглицы площадью 10 десятин владела жена коллежского асессора Клементина Львовна Пуговишникова.

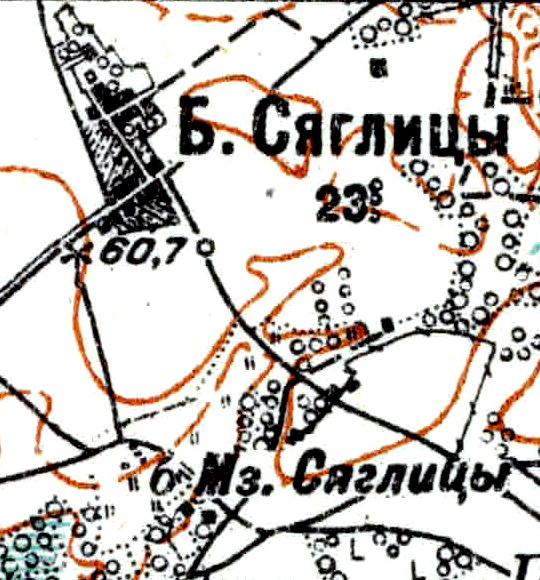
Мыза Сяглицы на карте 1915 года

Посёлок Сяглицы учитывается областными административными данными с 1 февраля 1923 года. С 1923 по 1927 год посёлок входил в состав Сяглицкого сельсовета Врудской волости Кингисеппского уезда.
Согласно данным переписи населения СССР 1926 года в посёлке Сяглицы проживали 146 человек, большинство эстонцы, а также две русских семьи.
С 1927 года в составе Рабитицкого сельсовета Волосовского района.
В 1928 году население посёлка также составляло 146 человек.
По данным 1933 года посёлок Сяглицы находился в составе Робитицкого сельсовета Волосовского района.
В 1940 году посёлок Сяглицы Рабитицкого сельсовета вошёл в состав деревни Сяглицы Врудского сельсовета. На военно-топографической карте РККА 1940 года на месте современного посёлка обозначен посёлок совхоза «Сяглицы».
По данным 1966 и 1973 годов посёлок Сяглицы в составе Волосовского района не значился.
По административным данным 1990 года посёлок Сяглицы вновь входил в состав Врудского сельсовета с центром в посёлке Вруда.
В 1997 году в посёлке проживали 140 человек, в 2002 году — 172 человека (русские — 54 %), в 2007 году — 120.
В мае 2019 года посёлок вошёл в состав Большеврудского сельского поселения.

## География
Посёлок расположен в центральной части района на автодороге 41А-002 (Гатчина — Ополье).
Расстояние до административного центра поселения — 5 км.

## Демография
| 2002 | 2007 | 2010 | 2017 |
| ---- | ---- | ---- | ---- |
| 172  | ↘120 | ↘98  | ↗140 |

### Национальный состав
Согласно данным Всероссийской переписи населения 2021 года в посёлке проживали 135 человек, из них:
 русские — 83, таджики — 27, армяне — 8, чеченцы — 5, каракалпаки — 4, украинцы — 3, чуваши — 2, арабы — 1, белорусы — 1, узбеки — 1 человек.

## Достопримечательности
- Руины усадьбы Веймарнов
- Сад усадьбы Веймарнов

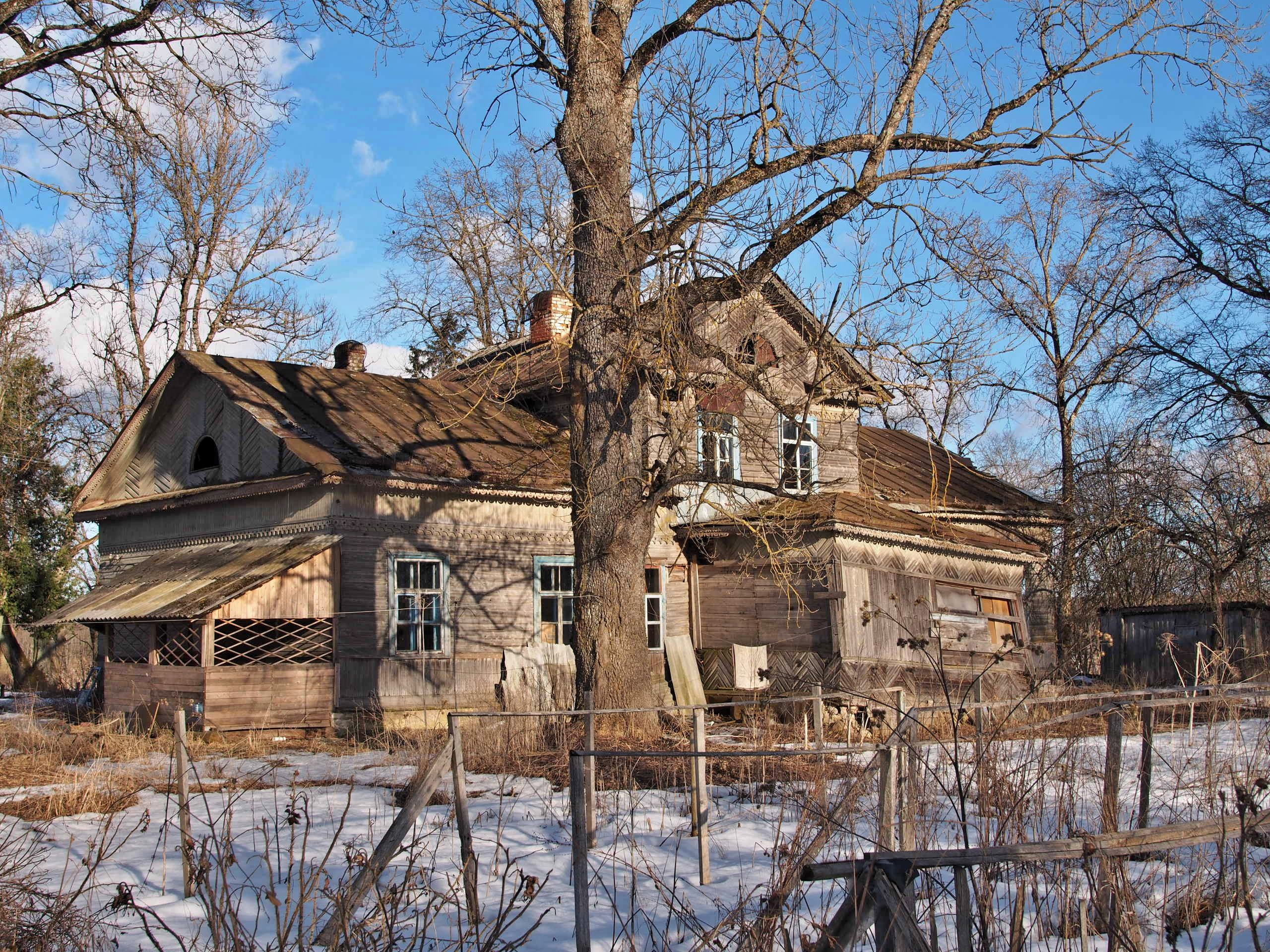
Усадебный дом. 2017 год